# Juan Manuel Vargas
Juan Manuel Vargas (Lima, 5 de octubre de 1983) es un exfutbolista peruano. Jugaba de lateral izquierdo o extremo y su último equipo fue el Club Universitario de Deportes de la Primera División del Perú. Se formó en las divisiones menores de Universitario de Deportes con el que debutó en Primera División durante la temporada 2002, en la que obtuvieron el título del Torneo Apertura. 
A mediados de 2005, fue cedido al Club Atlético Colón de la Primera División de Argentina. Gracias a sus buenas actuaciones atrajo la atención del Calcio Catania que lo contrató por 3 millones 350 mil dólares. Luego de permanecer durante dos temporadas en el equipo catanesi, fue fichado por la Fiorentina por un monto de 12 millones de euros. Con la fiore disputó cuatro temporadas en la primera división italiana y en agosto de 2012 fue cedido en préstamo al Genoa para finalmente regresar a la Fiorentina al año siguiente. Luego, tuvo un breve paso por España jugando por el Real Betis teniendo buenas actuaciones, convirtiendo dos goles y siendo incluido en el once ideal de latinoamericanos en la Liga Española de aquella temporada. Finalizó sus dos últimos años de carrera jugando por Universitario de Deportes. 
Con la selección de fútbol del Perú debutó en un encuentro ante Paraguay el 13 de octubre de 2004. Con ésta disputó la Copa América 2011 celebrada en Argentina y la Copa América 2015 en Chile. Participó en sesenta y dos partidos internacionales con la blanquirroja y marcó cuatro goles.

## Trayectoria

### Universitario de Deportes
Vargas comenzó su carrera como futbolista en las divisiones menores del Club Universitario de Deportes del Perú. Por recomendaciones de Luis Salhuana (padre de otro juvenil crema), llegó a las filas del Unión Minas de Cerro de Pasco, dirigido en ese entonces por Roberto Mosquera Vera. En este equipo nunca viajó a provincias, jugaba con los juveniles del conjunto cerreño y decidió retirarse del cuadro provinciano debido a la mala situación económica y futbolística del club minero. En el año 2002 regresó a la «U», aunque no llegó a tener muchas oportunidades de jugar debido a la presencia de experimentados futbolistas que tenía el cuadro estudiantil, donde destacaban José Guillermo del Solar, José Luis Carranza, Óscar Ibáñez, José Pereda, Martín Vilallonga, entre otros. La situación del club fue complicada tanto en lo futbolístico como en lo económico, hasta el punto que los futbolistas profesionales decidieron irse a la huelga y la dirigencia decidió recurrir a los juveniles.
De esta forma, Juan Vargas debutó oficialmente con Universitario el 24 de noviembre de ese mismo año en un encuentro disputado contra Cienciano en el Estadio Monumental que finalizó con marcador de 3:2 a favor de los cusqueños. Entre lo más destacable se apreció la actuación de Vargas, quien anotó un gol desde unos cuarenta metros de distancia a los sesenta y dos minutos del encuentro para decretar el empate transitorio. Luego, tuvo la oportunidad de ser titular bajo la dirección técnica del uruguayo Ricardo Ortiz, en la Copa Libertadores 2003, donde el cuadro crema luchó hasta la última fecha pero fue eliminado en la primera fase. En la temporada siguiente anotó seis goles en cuarenta y un encuentros, finalizando su equipo en la quinta posición de la tabla acumulada con ochenta y cuatro puntos clasificando así a la Copa Sudamericana 2005.

### Colón y Calcio Catania
Después de tres temporadas, el lateral dejó a Universitario de Deportes y fue cedido al Club Atlético Colón. En Argentina, pudo seguir desarrollando su habilidad para ejecutar tiros libres, adueñándose de los balones parados. En su primera temporada con el club argentino disputó dieciocho encuentros y anotó tres goles en la liga. En el Torneo Clausura 2006 anotó un gol en treinta y nueve encuentros del campeonato nacional. Al Atlético Colón no le fue nada bien en el torneo, finalizó en el puesto 16.° con veinte puntos producto de cinco victorias, cinco empates y nueve derrotas. Cuando empezaba la segunda parte del año 2006 y el club se preparaba para el Torneo Apertura de dicha temporada, una oferta del Portsmouth F. C. de Inglaterra hizo que el peruano viajara a Europa. Tras no llegar a un acuerdo con el cuadro inglés, fue fichado por el Calcio Catania de Italia. El monto de la venta fue de 3 millones 350 mil dólares.
Su debut con el cuadro catanesi se produjo en un encuentro amistoso ante el U. S. Palermo que finalizó con marcador de 5:1 a favor del Catania. Su debut oficial en la Serie A se dio el 1 de octubre de 2006, en la quinta jornada de la temporada 2006-07 ante la Fiorentina, con derrota para su club por 3:0. Su primer gol lo anotó el 31 de octubre de 2007 ante el A. C. Siena para decretar el empate final en la décima jornada de la campaña 2007-08. En esa misma temporada, marcó un gol de bolea en un encuentro por los octavos de final de la Copa Italia ante el A. C. Milan que finalizó con marcador de 1:1, permitiendo al Catania avanzar hasta la siguiente fase, donde nuevamente fue incluido en la plantilla titular para enfrentar al Udinese Calcio tanto en el encuentro de ida como en el de vuelta. En la liga disputó un total de treinta encuentros y anotó seis goles y fue incluido en el Equipo Ideal de la Jornada # 23 del Calcio.

### Fiorentina
Debido a sus buenas actuaciones con el Calcio Catania, fue pretendido por grandes equipos de Europa como el Real Madrid, Roma, Juventus, Barcelona, entre otros. Finalmente fue transferido a la A. C. F. Fiorentina por un monto de 12 millones de euros por cinco temporadas. Fue presentado oficialmente el 5 de julio de 2008 después de pasar los exámenes médicos. Su debut con la camiseta de la Fiorentina se produjo el 6 de agosto de 2008 en un encuentro amistoso ante el Progresul Bucures y su debut en un torneo oficial se dio el 12 de agosto de 2008, en el encuentro de ida de la tercera fase previa de clasificación de la Liga de Campeones de la UEFA 2008-09 ante el Slavia Praga de la República Checa, que finalizó con victoria para el conjunto italiano por 2:0.
En su primera temporada con la Fiorentina disputó veintisiete encuentros y marcó tres goles, el primero de ellos en la victoria por 2:1 ante el Cagliari Calcio, el segundo en la goleada 4:1 ante la Roma y el último en la jornada treinta ante el Torino. En la temporada 2009-10 y gracias a que su club finalizó en la cuarta posición en la Serie A, disputaron la Liga de Campeones de la UEFA desde la ronda de play-offs contra el Sporting de Lisboa. En el encuentro de ida disputado en el Estadio José Alvalade anotó el 1:0 para el club viola, finalizando este empatado 2:2. En el encuentro de vuelta la Fiore clasificó agonicamente a la fase de grupos al empatar 1:1 en Florencia con Vargas en la cancha. Ya en la fase de grupos su equipo clasificó a la siguiente fase al quedar primero en su grupo con quince puntos.
En aquella instancia, Vargas anotó un gol en los seis partidos que disputó, este en un juego contra el Olympique de Lyon que terminó 1:0, definiendo la clasificación de su equipo a los octavos de final. En esta fase la Fiorentina enfrentó al Bayern de Múnich quedando eliminada de la competencia por la regla del gol de visitante (El Bayern anotó dos goles en el Estadio Artemio Franchi). En el encuentro de vuelta anotó un gol luego de un rebote dado por el guardameta alemán Hans-Jörg Butt. En la Serie A anotó un total de cinco goles en veintinueve partidos, el primero en la octava fecha de la liga frente a la Juventus de Turín, encuentro que finalizó con marcador de 1:1. Cuatro fechas después anotó el 1:0 frente al Udinese Calcio.
En la jornada quince convirtió el primer gol de su equipo frente al Atalanta B. C., encuentro que culminó 2:0 luego de que Alberto Gilardino anotáse en el minuto 89 el gol definitivo. Después de diez fechas sin anotar convirtió el empate 1:1 de su equipo contra el Livorno Calcio, además de dar un pase-gol a Gilardino. Gracias a esta victoria el cuadro viola terminó con una racha negativa de seis encuentros sin conocer la victoria. Su quinto y último gol de la temporada lo anotó de tiro libre en la fecha treinta y uno frente al Udinese, equipo que terminó perdiendo 4:1. En la Copa de Italia de aquel año, su equipo fue eliminado en semifinales por el Inter de Milán luego de perder los dos partidos por 1:0. En la competencia Vargas disputó tres encuentros en los que no anotó goles.

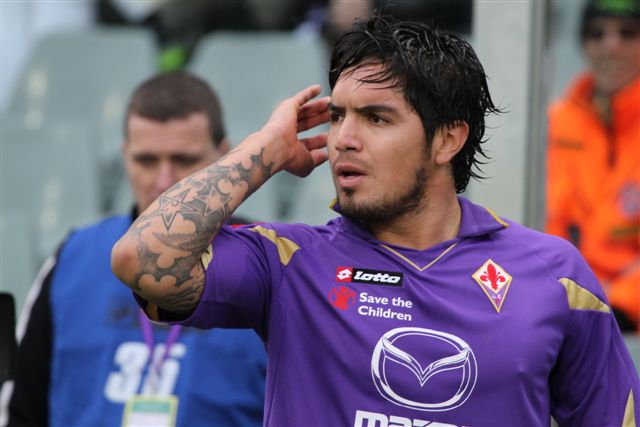
Vargas jugando un partido con la Fiorentina en 2011.

En su tercera temporada con la fiore sólo disputó encuentros por la liga, ya que su club no logró clasificar a ninguna competencia europea y en la Copa Italia no participó de ningún partido de su equipo, el cual fue eliminado en los octavos de final por el Parma F. C. En la liga doméstica disputó un total de veinticuatro encuentros anotando en cuatro ocasiones. Anotó por primera vez en la temporada recién en la fecha veintinueve, en un partido contra el ChievoVerona el cual finalizó 1:0 a favor de su equipo. Un mes más tarde anotó el descuento de su club en la derrota 2:1 contra el A. C. Milan, luego de un rebote entregado por el guardameta Christian Abbiati el cual Vargas definió con un potente disparo desde fuera del área.
En la fecha treinta y cinco anotó el primer gol de su equipo en la goleada 5:2 contra el Udinese Calcio con un disparo de volea desde treinta metros. Su último gol en la temporada fue el que abrió el marcador contra el Brescia Calcio, gol que coincidió con el encuentro número 100 de Vargas con la camiseta violeta. Finalmente la Fiorentina culminó novena en la tabla, volviendo a no clasificar a una competencia internacional.

### Genoa
En agosto de 2012 fue cedido en préstamo con opción de compra al Genoa C. F. C. Con el conjunto genovés debutó el 2 de septiembre en la derrota de su club por 3:2 ante el Calcio Catania. Aquel partido fue el # 200 de Juan Manuel desde que llegó a Italia. El 7 de septiembre, durante el encuentro de su selección y la de Venezuela por la clasificación para la Copa Mundial de Fútbol de 2014 sufrió un desgarro en el muslo izquierdo por lo que estuvo alejado de las canchas por casi un mes. Hizo su regreso a la Serie A el 6 de octubre, en el empate 1:1 ante el Palermo, ingresando al minuto 69 en sustitución de Ciro Immobile.
Dos semanas después sufrió una rotura en su músculo abductor izquierdo, perdiéndose cinco partidos de liga. Reapareció el 11 de noviembre en la derrota por 3:1 en el derbi de Génova ante la Sampdoria. En la segunda parte del campeonato no tuvo ninguna lesión de consideración por lo que vio acción con mucha más frecuencia. Estuvo presente en once de los diecinueve encuentros que disputó su equipo, incluyendo el empate 0:0 en la penúltima jornada de la liga contra el Inter de Milán, lo que le permitió al Genoa mantener la categoría y evitar el descenso a la Serie B.

### Retorno a la Fiorentina
Tras su regreso a la ciudad de Florencia, no entró en los planes del entrenador Vincenzo Montella, por lo que durante las primeras jornadas del campeonato fue relegado al banquillo de suplentes y fue excluido de la lista de convocados para disputar la Liga Europa de la UEFA 2013-14. A pesar de no contar con muchos minutos de juego, anotó su primer gol de la temporada en la sexta fecha de la liga en el empate 2:2 ante el Parma Calcio Con el pasar de los meses fue obteniendo mayor continuidad con el equipo viola, por lo que fue incluido en la plantilla de la Fiorentina que participó en la fase final de la Liga Europa.
En el mes de octubre, firmó una extensión de su contrato hasta el año 2015. Juan Manuel finalizó la temporada con un total de cuatro goles en veinticuatro partidos de liga, además en la Copa Italia estuvo presente en cuatro encuentros y marcó dos tantos, incluyendo uno en la final donde fueron derrotados por el Napoli por marcador de 3:1, convirtiéndose así en el primer peruano en marcar en una final de Copa Italia. Su debut en la siguiente campaña se dio el 30 de agosto de 2014, en la primera jornada de la temporada 2014-15 ante la Roma, con derrota para su club por 2:0.
El 21 de diciembre, marcó su único gol en la liga en el empate por 1:1 contra el Empoli. La Fiorentina finalizó la temporada en el cuarto lugar con sesenta y cuatro puntos, con Vargas presente en diecinueve encuentros. Además disputó un partido más en la Copa Italia donde avanzaron hasta las semifinales, tras ser eliminados por marcador global de 4:2 por la Juventus de Turín que resultó campeón de la competición. Durante esa misma temporada, a nivel internacional disputó la Liga Europa de la UEFA donde el club viola logró avanzar hasta la semifinal, donde fueron derrotados por el Sevilla por marcador global de 5:0. En dicha competición disputó nueve encuentros y marcó tres goles en la fase grupos.

### Real Betis
El 12 de agosto de 2015 Vargas firmó un contrato por dos temporadas con el Real Betis, recién ascendido a la Primera División de España, después de expirar su contrato con la Fiorentina. Debutó oficialmente el 23 de agosto en el empate 1:1 ante el Villarreal. Su primer gol con la camiseta verdiblanca lo marcó en el partido de ida de los dieciseisavos de final de la Copa del Rey ante el Real Sporting de Gijón, que el Betis ganó 2-0. En su primera temporada en España disputó un total de veinte encuentros en el campeonato nacional y marcó dos goles (empate a 2 ante el Deportivo de La Coruña y victoria 3-0 sobre el Espanyol). El equipo sevillano culminó la temporada en el décimo lugar con 45 puntos. El 31 de agosto de 2016 se desvinculó del club tras no estar en los planes del técnico uruguayo Gustavo Poyet.

### Retorno a Universitario
El 4 de enero de 2017 firmó un contrato por seis meses con Universitario de Deportes, concretándose de esta manera su retorno a la institución deportiva con la que debutó como futbolista profesional. El 5 de febrero marcó su primer gol desde su retorno en el empate 1:1 ante Sport Huancayo por la primera fecha del Campeonato Descentralizado 2017. En ambas temporadas jugó en posiciones nuevas puestas por los técnicos, como de zaguero o de volante central. Su último partido como profesional se dio el 29 de septiembre del 2018 en el Ciudad de Cumaná en la derrota por 4:2 ante el Ayacucho F. C., luego no sería tomado en cuenta por el técnico Nicolás Córdova, dejando 6 goles en dos años defendiendo las sedas merengues, donde se retiró del fútbol a los 34 años.

## Selección nacional
Fue internacional con la selección de fútbol del Perú en sesenta y dos ocasiones y ha marcado cuatro goles. Formó parte del plantel de la selección peruana sub-20 que participó en el Campeonato Sudamericano de 2003 que se realizó en Uruguay, por un cupo al mundial de la categoría, llegando a disputar tres encuentros de la primera fase (ante Brasil, Uruguay y Bolivia). Con la selección mayor debutó el 13 de octubre de 2004, en un encuentro ante la selección de Paraguay que finalizó con marcador de 1:1. Su primer gol lo anotó el 12 de septiembre de 2007 en un encuentro amistoso contra el seleccionado de Bolivia disputado en el Estadio Monumental de Lima. Fue convocado para participar en la Copa América 2007, sin embargo no llegó a disputar dicho torneo debido a una luxación sufrida en su codo derecho durante un entrenamiento. A pocos días del inicio de la Copa América 2011, sufrió un desgarro muscular por lo que su participación en la competición estuvo en duda. Sin embargo tuvo una rápida recuperación y fue convocado para el certamen continental.
En el torneo Perú integró el grupo C junto con Uruguay, Chile y México. En el primer encuentro, disputado el 4 de julio empataron 1:1 con los uruguayos, con Vargas ingresando en sustitución de Yoshimar Yotún al minuto catorce del segundo tiempo. En el segundo encuentro inició como titular en la victoria por 1:0 sobre México. No fue tomado en cuenta para el último encuentro de la fase de grupos ante los chilenos con los que perdieron por marcador de 0:1. Su único gol en la competición lo anotó en los cuartos de final en la victoria de la selección peruana 0:2 sobre Colombia. Fue nuevamente alineado como titular en las semifinales contra Uruguay, aunque fue expulsado al darle un codazo al defensa Sebastián Coates a los sesenta y ocho minutos de dicho encuentro, en el que Perú perdió por 0:2. Finalmente el conjunto peruano derrotó a Venezuela por 4:1 y ocupó el tercer lugar.
El 11 de mayo de 2015 fue convocado por el técnico Ricardo Gareca para participar en la Copa América 2015. El estreno de la blanquirroja se produjo el 14 de junio perdiendo por 2:1 ante Brasil. Cuatro días más tarde obtuvo su primera victoria al derrotar por marcador de 1:0 a Venezuela. Perú cerró su participación en la primera fase con un empate sin goles ante Colombia. En los cuartos de final enfrentó a la selección de Bolivia a la que venció por 3:1. En la siguiente ronda enfrentaron al seleccionado de Chile, donde los locales salieron victoriosos por 2:1. En el encuentro por el tercer lugar el conjunto peruano enfrentó a Paraguay y el partido terminó con una victoria por 2:0, con este resultado Perú ocupó nuevamente el tercer lugar de la competición. Juan Manuel fue titular en los seis partidos que disputó su selección.

### Participaciones en Copa América
| Copa              | Sede      | Resultado     | Partidos | Goles |
| ----------------- | --------- | ------------- | -------- | ----- |
| Copa América 2011 | Argentina | Tercer puesto | 4        | 1     |
| Copa América 2015 | Chile     | Tercer puesto | 6        | 0     |

## Estilo de juego
Vargas jugaba en el lateral izquierdo, en la banda o en el medio campo, tanto en posición ofensiva como defensiva. Vargas impresionaba por su habilidad para regatear el balón y realizar tiros notables a puerta. También fue conocido por su habilidad de tiro libre y cruces precisos. Su excompañero de equipo en la Fiorentina, Alberto Gilardino, afirmó que Vargas es probablemente el mejor cruzador con el que jugó.

## Estadísticas

### Clubes
| Club                             | Temporada           | Liga  | Liga  | Liga   | Copas nacionales | Copas nacionales | Copas nacionales | Copas internacionales | Copas internacionales | Copas internacionales | Total | Total | Total  | Media goleadora |
| Club                             | Temporada           | Part. | Goles | Asist. | Part.            | Goles            | Asist.           | Part.                 | Goles                 | Asist.                | Part. | Goles | Asist. | Media goleadora |
| -------------------------------- | ------------------- | ----- | ----- | ------ | ---------------- | ---------------- | ---------------- | --------------------- | --------------------- | --------------------- | ----- | ----- | ------ | --------------- |
| Universitario de Deportes · Perú | 2002                | 3     | 1     | 0      | -                | -                | -                | -                     | -                     | -                     | 3     | 1     | 0      | 0,0             |
| Universitario de Deportes · Perú | 2003                | 25    | 1     | 1      | -                | -                | -                | 3                     | 0                     | 0                     | 28    | 1     | 1      | 0,10            |
| Universitario de Deportes · Perú | 2004                | 41    | 6     | 1      | -                | -                | -                | -                     | -                     | -                     | 41    | 6     | 1      | 0,10            |
| Universitario de Deportes · Perú | Total               | 69    | 8     | 2      | 0                | 0                | 0                | 3                     | 0                     | 0                     | 72    | 8     | 2      | 0,09            |
| C. A. Colón Argentina            | 2005                | 18    | 3     | 2      | -                | -                | -                | -                     | -                     | -                     | 18    | 3     | 2      | 0,08            |
| C. A. Colón Argentina            | 2006                | 36    | 1     | 3      | -                | -                | -                | -                     | -                     | -                     | 36    | 1     | 3      | 0,08            |
| C. A. Colón Argentina            | Total               | 54    | 4     | 5      | 0                | 0                | 0                | 0                     | 0                     | 0                     | 54    | 4     | 5      | 0,08            |
| Calcio Catania · Italia          | 2006-07             | 33    | 0     | 4      | -                | -                | -                | -                     | -                     | -                     | 33    | 0     | 4      | 0,11            |
| Calcio Catania · Italia          | 2007-08             | 36    | 5     | 4      | 4                | 1                | 1                | 0                     | 0                     | 0                     | 40    | 6     | 5      | 0,20            |
| Calcio Catania · Italia          | Total               | 69    | 5     | 8      | 4                | 1                | 1                | 0                     | 0                     | 0                     | 73    | 6     | 9      | 0,18            |
| Fiorentina · Italia              | 2008-09             | 27    | 3     | 2      | 0                | 0                | 0                | 7                     | 0                     | 2                     | 34    | 3     | 4      | 0,19            |
| Fiorentina · Italia              | 2009-10             | 29    | 5     | 6      | 3                | 0                | 0                | 10                    | 3                     | 4                     | 42    | 8     | 10     | 0,21            |
| Fiorentina · Italia              | 2010-11             | 24    | 4     | 6      | 3                | 1                | 2                | -                     | -                     | -                     | 27    | 5     | 8      | 0,14            |
| Fiorentina · Italia              | 2011-12             | 24    | 0     | 7      | 2                | 0                | 0                | -                     | -                     | -                     | 26    | 0     | 7      | 0,18            |
| Fiorentina · Italia              | Total               | 104   | 12    | 21     | 8                | 1                | 2                | 17                    | 3                     | 6                     | 129   | 16    | 29     | 0,16            |
| Genova · Italia                  | 2012-13             | 20    | 0     | 1      | -                | -                | -                | -                     | -                     | -                     | 20    | 0     | 1      | 0,11            |
| Genova · Italia                  | Total               | 20    | 0     | 1      | 0                | 0                | 0                | 0                     | 0                     | 0                     | 20    | 0     | 1      | 0,18            |
| Fiorentina · Italia              | 2013-14             | 24    | 4     | 1      | 4                | 2                | 0                | 3                     | 0                     | 0                     | 31    | 6     | 1      | 0,0             |
| Fiorentina · Italia              | 2014-15             | 19    | 1     | 1      | 1                | 0                | 0                | 9                     | 3                     | 1                     | 29    | 4     | 2      | 0,21            |
| Fiorentina · Italia              | Total               | 43    | 5     | 2      | 5                | 2                | 0                | 12                    | 3                     | 1                     | 60    | 10    | 3      | 0,16            |
| Real Betis · España              | 2015-16             | 20    | 2     | 2      | 2                | 1                | 0                | -                     | -                     | -                     | 22    | 3     | 2      | 0,25            |
| Real Betis · España              | 2016-17             | 0     | 0     | 0      | 2                | 0                | 0                | -                     | -                     | -                     | 2     | 0     | 0      | 0,0             |
| Real Betis · España              | Total               | 20    | 2     | 2      | 4                | 1                | 0                | 0                     | 0                     | 0                     | 24    | 3     | 2      | 0,25            |
| Universitario de Deportes · Perú | 2017                | 26    | 4     | 4      | -                | -                | -                | 1                     | 0                     | 0                     | 27    | 4     | 4      | 0,14            |
| Universitario de Deportes · Perú | 2018                | 21    | 2     | 2      | -                | -                | -                | 1                     | 0                     | 0                     | 22    | 2     | 2      | 0,0             |
| Universitario de Deportes · Perú | Total               | 47    | 6     | 6      | 0                | 0                | 0                | 2                     | 0                     | 0                     | 49    | 6     | 6      | 0,14            |
| Total en su carrera              | Total en su carrera | 426   | 42    | 47     | 21               | 5                | 3                | 34                    | 6                     | 7                     | 481   | 54    | 57     | 0,18            |

### Selección nacional
| \| Fecha \| Ciudad \| Local \| Resultado \| Visitante \| Competencia \| Goles \| \| ---------- \| ---------------- \| -------------- \| --------- \| --------- \| -------------------------- \| ----- \| \| 13-10-2004 \| Asunción \| Paraguay \| 1:1 \| Perú \| Clasificación Mundial 2006 \| 0 \| \| 17-11-2004 \| Lima \| Perú \| 2:1 \| Chile \| Clasificación Mundial 2006 \| 0 \| \| 30-03-2005 \| Lima \| Perú \| 2:2 \| Ecuador \| Clasificación Mundial 2006 \| 0 \| \| 04-06-2005 \| Barranquilla \| Colombia \| 5:0 \| Perú \| Clasificación Mundial 2006 \| 0 \| \| 03-09-2005 \| Maracaibo \| Venezuela \| 4:1 \| Perú \| Clasificación Mundial 2006 \| 0 \| \| 17-08-2005 \| Tacna \| Perú \| 3:1 \| Chile \| Amistoso \| 0 \| \| 07-10-2006 \| Viña del Mar \| Chile \| 3:2 \| Perú \| Amistoso \| 0 \| \| 15-11-2006 \| Kingston \| Jamaica \| 1:1 \| Perú \| Amistoso \| 0 \| \| 03-06-2007 \| Madrid \| Ecuador \| 1:2 \| Perú \| Amistoso \| 0 \| \| 08-09-2007 \| Lima \| Perú \| 2:2 \| Colombia \| Amistoso \| 0 \| \| 12-09-2007 \| Lima \| Perú \| 2:0 \| Bolivia \| Amistoso \| 1[70] \| \| 13-10-2007 \| Lima \| Perú \| 0:0 \| Paraguay \| Clasificación Mundial 2010 \| 0 \| \| 17-10-2007 \| Santiago \| Chile \| 2:0 \| Perú \| Clasificación Mundial 2010 \| 0 \| \| 18-11-2007 \| Lima \| Perú \| 1:1 \| Brasil \| Clasificación Mundial 2010 \| 1[86] \| \| 08-06-2008 \| Chicago \| Perú \| 0:4 \| México \| Amistoso \| 0 \| \| 14-06-2008 \| Lima \| Perú \| 1:1 \| Colombia \| Clasificación Mundial 2010 \| 0 \| \| 17-06-2008 \| Montevideo \| Uruguay \| 6:0 \| Perú \| Clasificación Mundial 2010 \| 0 \| \| 06-09-2008 \| Lima \| Perú \| 1:0 \| Venezuela \| Clasificación Mundial 2010 \| 0 \| \| 10-09-2008 \| Lima \| Perú \| 1:1 \| Argentina \| Clasificación Mundial 2010 \| 0 \| \| 11-10-2008 \| La Paz \| Bolivia \| 3:0 \| Perú \| Clasificación Mundial 2010 \| 0 \| \| 15-10-2008 \| Asunción \| Paraguay \| 1:0 \| Perú \| Clasificación Mundial 2010 \| 0 \| \| 29-03-2009 \| Lima \| Perú \| 1:3 \| Chile \| Clasificación Mundial 2010 \| 0 \| \| 07-06-2009 \| Lima \| Perú \| 1:2 \| Ecuador \| Clasificación Mundial 2010 \| 1[87] \| \| 10-06-2009 \| Medellín \| Colombia \| 1:0 \| Perú \| Clasificación Mundial 2010 \| 0 \| \| 05-09-2009 \| Lima \| Perú \| 1:0 \| Uruguay \| Clasificación Mundial 2010 \| 0 \| \| 10-10-2009 \| Buenos Aires \| Argentina \| 2:1 \| Perú \| Clasificación Mundial 2010 \| 0 \| \| 14-10-2009 \| Lima \| Perú \| 1:0 \| Bolivia \| Clasificación Mundial 2010 \| 0 \| \| 04-09-2010 \| Toronto \| Canadá \| 0:2 \| Perú \| Amistoso \| 0 \| \| 07-09-2010 \| Fort Lauderdale \| Jamaica \| 1:2 \| Perú \| Amistoso \| 0 \| \| 17-11-2010 \| Bogotá \| Colombia \| 1:1 \| Perú \| Amistoso \| 0 \| \| 29-03-2011 \| La Haya \| Perú \| 0:0 \| Ecuador \| Amistoso \| 0 \| \| 04-07-2011 \| San Juan \| Uruguay \| 1:1 \| Perú \| Copa América 2011 \| 0 \| \| 08-07-2011 \| Mendoza \| México \| 0:1 \| Perú \| Copa América 2011 \| 0 \| \| 16-07-2011 \| Córdoba \| Colombia \| 0:2 \| Perú \| Copa América 2011 \| 1[78] \| \| 19-07-2011 \| La Plata \| Perú \| 0:2 \| Uruguay \| Copa América 2011 \| 0 \| \| 07-10-2011 \| Lima \| Perú \| 2:0 \| Paraguay \| Clasificación Mundial 2014 \| 0 \| \| 11-10-2011 \| Santiago \| Chile \| 4:2 \| Perú \| Clasificación Mundial 2014 \| 0 \| \| 15-11-2011 \| Quito \| Ecuador \| 2:0 \| Perú \| Clasificación Mundial 2014 \| 0 \| \| 29-02-2012 \| Túnez \| Túnez \| 1:1 \| Perú \| Amistoso \| 0 \| \| 15-08-2012 \| San José \| Costa Rica \| 0:1 \| Perú \| Amistoso \| 0 \| \| 07-09-2012 \| Lima \| Perú \| 2:1 \| Venezuela \| Clasificación Mundial 2014 \| 0 \| \| 16-10-2012 \| Asunción \| Paraguay \| 1:0 \| Perú \| Clasificación Mundial 2014 \| 0 \| \| 01-06-2013 \| Ciudad de Panamá \| Panamá \| 1:2 \| Perú \| Amistoso \| 0 \| \| 07-06-2013 \| Lima \| Perú \| 1:0 \| Ecuador \| Clasificación Mundial 2014 \| 0 \| \| 11-06-2013 \| Barranquilla \| Colombia \| 2:0 \| Perú \| Clasificación Mundial 2014 \| 0 \| \| 06-09-2013 \| Lima \| Perú \| 1:2 \| Uruguay \| Clasificación Mundial 2014 \| 0 \| \| 10-09-2013 \| Puerto La Cruz \| Venezuela \| 3:2 \| Perú \| Clasificación Mundial 2014 \| 0 \| \| 11-10-2013 \| Buenos Aires \| Argentina \| 3:1 \| Perú \| Clasificación Mundial 2014 \| 0 \| \| 16-10-2013 \| Lima \| Perú \| 1:1 \| Bolivia \| Clasificación Mundial 2014 \| 0 \| \| 10-10-2014 \| Valparaíso \| Chile \| 3:0 \| Perú \| Amistoso \| 0 \| \| 15-10-2014 \| Lima \| Perú \| 1:0 \| Guatemala \| Amistoso \| 0 \| \| 14-11-2014 \| Luque \| Paraguay \| 2:1 \| Perú \| Amistoso \| 0 \| \| 18-11-2014 \| Lima \| Perú \| 2:1 \| Paraguay \| Amistoso \| 0 \| \| 14-06-2015 \| Temuco \| Brasil \| 2:1 \| Perú \| Copa América 2015 \| 0 \| \| 18-06-2015 \| Valparaíso \| Perú \| 1:0 \| Venezuela \| Copa América 2015 \| 0 \| \| 21-06-2015 \| Temuco \| Colombia \| 0:0 \| Perú \| Copa América 2015 \| 0 \| \| 25-06-2015 \| Temuco \| Bolivia \| 1:3 \| Perú \| Copa América 2015 \| 0 \| \| 29-06-2015 \| Santiago \| Chile \| 2:1 \| Perú \| Copa América 2015 \| 0 \| \| 03-07-2015 \| Concepción \| Perú \| 2:0 \| Paraguay \| Copa América 2015 \| 0 \| \| 04-09-2015 \| Washington D. C. \| Estados Unidos \| 2:1 \| Perú \| Amistoso \| 0 \| \| 08-09-2015 \| Nueva Jersey \| Colombia \| 1:1 \| Perú \| Amistoso \| 0 \| \| 24-03-2016 \| Lima \| Perú \| 2:2 \| Venezuela \| Clasificación Mundial 2018 \| 0 \| \| Total \| \| Presencias \| 62 \| \| Goles \| 4 \| |                  |                |           |           |                            |       |
| Fecha | Ciudad           | Local          | Resultado | Visitante | Competencia                | Goles |
| 13-10-2004 | Asunción         | Paraguay       | 1:1       | Perú      | Clasificación Mundial 2006 | 0     |
| 17-11-2004 | Lima             | Perú           | 2:1       | Chile     | Clasificación Mundial 2006 | 0     |
| 30-03-2005 | Lima             | Perú           | 2:2       | Ecuador   | Clasificación Mundial 2006 | 0     |
| 04-06-2005 | Barranquilla     | Colombia       | 5:0       | Perú      | Clasificación Mundial 2006 | 0     |
| 03-09-2005 | Maracaibo        | Venezuela      | 4:1       | Perú      | Clasificación Mundial 2006 | 0     |
| 17-08-2005 | Tacna            | Perú           | 3:1       | Chile     | Amistoso                   | 0     |
| 07-10-2006 | Viña del Mar     | Chile          | 3:2       | Perú      | Amistoso                   | 0     |
| 15-11-2006 | Kingston         | Jamaica        | 1:1       | Perú      | Amistoso                   | 0     |
| 03-06-2007 | Madrid           | Ecuador        | 1:2       | Perú      | Amistoso                   | 0     |
| 08-09-2007 | Lima             | Perú           | 2:2       | Colombia  | Amistoso                   | 0     |
| 12-09-2007 | Lima             | Perú           | 2:0       | Bolivia   | Amistoso                   | 1     |
| 13-10-2007 | Lima             | Perú           | 0:0       | Paraguay  | Clasificación Mundial 2010 | 0     |
| 17-10-2007 | Santiago         | Chile          | 2:0       | Perú      | Clasificación Mundial 2010 | 0     |
| 18-11-2007 | Lima             | Perú           | 1:1       | Brasil    | Clasificación Mundial 2010 | 1     |
| 08-06-2008 | Chicago          | Perú           | 0:4       | México    | Amistoso                   | 0     |
| 14-06-2008 | Lima             | Perú           | 1:1       | Colombia  | Clasificación Mundial 2010 | 0     |
| 17-06-2008 | Montevideo       | Uruguay        | 6:0       | Perú      | Clasificación Mundial 2010 | 0     |
| 06-09-2008 | Lima             | Perú           | 1:0       | Venezuela | Clasificación Mundial 2010 | 0     |
| 10-09-2008 | Lima             | Perú           | 1:1       | Argentina | Clasificación Mundial 2010 | 0     |
| 11-10-2008 | La Paz           | Bolivia        | 3:0       | Perú      | Clasificación Mundial 2010 | 0     |
| 15-10-2008 | Asunción         | Paraguay       | 1:0       | Perú      | Clasificación Mundial 2010 | 0     |
| 29-03-2009 | Lima             | Perú           | 1:3       | Chile     | Clasificación Mundial 2010 | 0     |
| 07-06-2009 | Lima             | Perú           | 1:2       | Ecuador   | Clasificación Mundial 2010 | 1     |
| 10-06-2009 | Medellín         | Colombia       | 1:0       | Perú      | Clasificación Mundial 2010 | 0     |
| 05-09-2009 | Lima             | Perú           | 1:0       | Uruguay   | Clasificación Mundial 2010 | 0     |
| 10-10-2009 | Buenos Aires     | Argentina      | 2:1       | Perú      | Clasificación Mundial 2010 | 0     |
| 14-10-2009 | Lima             | Perú           | 1:0       | Bolivia   | Clasificación Mundial 2010 | 0     |
| 04-09-2010 | Toronto          | Canadá         | 0:2       | Perú      | Amistoso                   | 0     |
| 07-09-2010 | Fort Lauderdale  | Jamaica        | 1:2       | Perú      | Amistoso                   | 0     |
| 17-11-2010 | Bogotá           | Colombia       | 1:1       | Perú      | Amistoso                   | 0     |
| 29-03-2011 | La Haya          | Perú           | 0:0       | Ecuador   | Amistoso                   | 0     |
| 04-07-2011 | San Juan         | Uruguay        | 1:1       | Perú      | Copa América 2011          | 0     |
| 08-07-2011 | Mendoza          | México         | 0:1       | Perú      | Copa América 2011          | 0     |
| 16-07-2011 | Córdoba          | Colombia       | 0:2       | Perú      | Copa América 2011          | 1     |
| 19-07-2011 | La Plata         | Perú           | 0:2       | Uruguay   | Copa América 2011          | 0     |
| 07-10-2011 | Lima             | Perú           | 2:0       | Paraguay  | Clasificación Mundial 2014 | 0     |
| 11-10-2011 | Santiago         | Chile          | 4:2       | Perú      | Clasificación Mundial 2014 | 0     |
| 15-11-2011 | Quito            | Ecuador        | 2:0       | Perú      | Clasificación Mundial 2014 | 0     |
| 29-02-2012 | Túnez            | Túnez          | 1:1       | Perú      | Amistoso                   | 0     |
| 15-08-2012 | San José         | Costa Rica     | 0:1       | Perú      | Amistoso                   | 0     |
| 07-09-2012 | Lima             | Perú           | 2:1       | Venezuela | Clasificación Mundial 2014 | 0     |
| 16-10-2012 | Asunción         | Paraguay       | 1:0       | Perú      | Clasificación Mundial 2014 | 0     |
| 01-06-2013 | Ciudad de Panamá | Panamá         | 1:2       | Perú      | Amistoso                   | 0     |
| 07-06-2013 | Lima             | Perú           | 1:0       | Ecuador   | Clasificación Mundial 2014 | 0     |
| 11-06-2013 | Barranquilla     | Colombia       | 2:0       | Perú      | Clasificación Mundial 2014 | 0     |
| 06-09-2013 | Lima             | Perú           | 1:2       | Uruguay   | Clasificación Mundial 2014 | 0     |
| 10-09-2013 | Puerto La Cruz   | Venezuela      | 3:2       | Perú      | Clasificación Mundial 2014 | 0     |
| 11-10-2013 | Buenos Aires     | Argentina      | 3:1       | Perú      | Clasificación Mundial 2014 | 0     |
| 16-10-2013 | Lima             | Perú           | 1:1       | Bolivia   | Clasificación Mundial 2014 | 0     |
| 10-10-2014 | Valparaíso       | Chile          | 3:0       | Perú      | Amistoso                   | 0     |
| 15-10-2014 | Lima             | Perú           | 1:0       | Guatemala | Amistoso                   | 0     |
| 14-11-2014 | Luque            | Paraguay       | 2:1       | Perú      | Amistoso                   | 0     |
| 18-11-2014 | Lima             | Perú           | 2:1       | Paraguay  | Amistoso                   | 0     |
| 14-06-2015 | Temuco           | Brasil         | 2:1       | Perú      | Copa América 2015          | 0     |
| 18-06-2015 | Valparaíso       | Perú           | 1:0       | Venezuela | Copa América 2015          | 0     |
| 21-06-2015 | Temuco           | Colombia       | 0:0       | Perú      | Copa América 2015          | 0     |
| 25-06-2015 | Temuco           | Bolivia        | 1:3       | Perú      | Copa América 2015          | 0     |
| 29-06-2015 | Santiago         | Chile          | 2:1       | Perú      | Copa América 2015          | 0     |
| 03-07-2015 | Concepción       | Perú           | 2:0       | Paraguay  | Copa América 2015          | 0     |
| 04-09-2015 | Washington D. C. | Estados Unidos | 2:1       | Perú      | Amistoso                   | 0     |
| 08-09-2015 | Nueva Jersey     | Colombia       | 1:1       | Perú      | Amistoso                   | 0     |
| 24-03-2016 | Lima             | Perú           | 2:2       | Venezuela | Clasificación Mundial 2018 | 0     |
| Total |                  | Presencias     | 62        |           | Goles                      | 4     |

### Resumen estadístico
| Competición           | Encuentros | Goles | Promedio |
| --------------------- | ---------- | ----- | -------- |
| Liga                  | 426        | 42    | 0,10     |
| Copas nacionales      | 21         | 5     | 0,25     |
| Copas internacionales | 34         | 6     | 0,18     |
| Selección del Perú    | 62         | 4     | 0,06     |
| Total                 | 543        | 58    | 0,10     |

## Palmarés

### Títulos nacionales
| Título          | Club                      | País | Año  |
| --------------- | ------------------------- | ---- | ---- |
| Torneo Apertura | Universitario de Deportes | Perú | 2002 |

### Distinciones individuales
| Premio                                                                   | Año  |
| ------------------------------------------------------------------------ | ---- |
| Incluido en el XI ideal de la fecha 23 de la Liga Italiana.              | 2008 |
| Mejor lateral izquierdo de la Serie A Italiana según Corriere della Sera | 2008 |
| Futbolista más popular de Sudamérica según IFFHS.                        | 2009 |
| Jugador del año de la Fiorentina                                         | 2009 |
| Incluido en el XI ideal de la temporada 2009/10 de la Serie A Italiana.  | 2009 |
| Tercer Máximo asistente de la Liga de Campeones de la UEFA 2009-10       | 2009 |
| Futbolista más popular de Sudamérica según IFFHS.                        | 2010 |
| Jugador del partido frente a México en la Copa América.                  | 2011 |

## Vida privada
Juan Manuel Vargas es hijo de Leonardo Vargas y Carmen Risco. Vivió con su abuela Alejandra y desde muy niño se dedicó a la práctica del fútbol, jugando por las calles del Callao y de Magdalena. Mantiene una relación con Blanca Rodríguez Benavides con la que tiene cinco hijos.
En 2025, anunció que producirá su pódcast luego de retirarse del fútbol en 2018.